# EGレコード
EGレコード（E.G. Records、イー・ジー・レコード）は、1969年に設立されたイギリスの独立系レコードレーベル。アーティスト・マネジメント会社のE.G.マネージメントによって運営され、1970年代から1980年代にかけて最も活動的だった。
1992年にヴァージン・レコードに売却された。

## 概要・略歴
レーベル名は二人の設立者、デヴィッド・エントホーヴェン（David Enthoven）とジョン・ゲイドン（John Gaydon) の名字のイニシャルに由来する。彼等は1969年の初めに草創期のキング・クリムゾンとマネジメント契約を交わしたのを皮切りに、T・レックス、エマーソン・レイク・アンド・パーマー、ロキシー・ミュージックなどと契約した。
ゲイドンは1971年、エントホーヴェンも1977年に社を離れた。その後数年間、サム・オルダー (Sam Alder) とマーク・フェンウィック (Mark Fenwick) がレーベルの建て直しに取り組み、キング・クリムゾンの作品の再発のほか、ペンギン・カフェ・オーケストラ、ブライアン・イーノ、キリング・ジョーク、ルース・チューブス、ヒューマン・チェイン、マン・ジャンピング、イアイン・バラミー、アースワークス、UKなどの作品を発表した。
配給元は1974年まではアイランド・レコード、その後はポリドール・レコードだった。所属アーティストはアメリカ合衆国ではアトランティック・レコード、ワーナー・ブラザース・レコード、ポリドール・レコード、パスポート・レコード/ジェム・レコード、ヴァージン・レコードに配属され、作品は世界各地の様々なレーベルから発表された。
オルダーとフェンウィックは元々ロイズ（保険市場）の投資家であり、1990年代初めに大きな損失を抱えて経済的に苦境に陥った。1992年、彼等はEGをヴァージン・レコードに売却し、レーベルに関わった多数のアーティストとの間に様々な訴訟を抱えることとなった。中でもキング・クリムゾンのロバート・フリップとの長年に渡った法廷闘争は有名になった。売却後、EGはヴァージンによって運営され、1996年にヴァージンがEMIに売却されるとヴァージンに吸収された。
設立者だったエントホーヴェンは、その後も音楽関係のマネジメント業務に従事し、2016年8月に死去した。もう一人の設立者だったゲイドンも様々な音楽関係の業務に従事した上にビデオ制作会社を運営し、2018年5月に死去した。